# Puydaniel
Puydaniel (em occitano:  Puègdanièl) é uma comuna francesa na região administrativa da Occitânia, no departamento do Alto Garona. Estende-se por uma área de 7.38 km², com 535 habitantes, segundo o censo de 2018, com uma densidade de 72 hab/km².